# اوا استرومبرگ
اوا استرومبرگ (سوئدی: Ewa Strömberg؛ ‏ ۱۳ ژانویهٔ ۱۹۴۰ – ۲۴ ژانویهٔ ۲۰۱۳) بازیگر اهل سوئد بود. او بیشتر با بازی در فیلم‌های خسوس فرانکو شناخته می‌شود.
از فیلم‌هایی که در آن نقش داشته است، می‌توان به انتقام دکتر مابوزه، شیطان از آکاساوا آمد، خوابیدن یا نخوابیدن، او با شور و هیجان کشت، نبرد برای رم و لزبین‌های خون‌آشام اشاره کرد.